# Берлинско окно
Берлинско окно је роман Саше Илића. Објавила га је Фабрика књига у оквиру едиције ДАНиНОЋ 2005. године у Београду, а у Загребу га је исте године објавила издавачка кућа "Деведесет ступњева".

## О делу
Берлинско окно почиње цитатом Емануела Левинаса: Прошлост другог и, унеколико, историја човечанства у којој ја никад нисам суделовао, којој никад нисам присуствовао, јесте моја прошлост. Поред тога што уводи сећање као лајтмотив романа, он наглашава етичку обавезу на којој се сећање заснива, а то је одговорност да се сећамо прошлости других, али и наслућује проблеме које сећање неминовно изазива.
Роман се састоји из десет поглавља написаних наративним стилом који подсећа на брехтовско позориште. Свако од поглавља почиње директним обраћањем кабаретске фигуре која најављује локацију и окружење главног лика, догађаје о којима ће бити речи, али и критикује претпостављену радозналост, лењост и лоше памћење читаоца. Те најаве су писане у сатиричном, кабаретском стилу чиме се надовезују на једну од главних нити заплета, паралелно наводећи читаоца да буде свестан да чита роман. Ова техника подсећа на глумца који представља своје лутке на почетку представе и на приповедача брехтовског позоришта који се директно обраћа публици како би је подсетио да је посматрач, а не учесник.
У књизи се преплићу наративи из различитих историјских периода, укључујући Трећи рајх, НДР, ФНРЈ, југословенске ратове деведесетих година 20. века и савремени Берлин с почетка 21. века. Илићева наративна структура спаја звуке и мултикултуралне језике који се могу чути током путовања берлинским метроом. Роман истражује теме репресије, порицања и „друштвено изазване амнезије”. Илићево приповедање спаја историјске и савремене догађаје, те кроз наративни ритам и преплитање различитих перспектива, од којих су многе имигрантске, ствара вишеслојну причу.
Наслов романа директно се односи на Berliner Fenster (Берлински прозор), ТВ мрежу берлинског метроа, али на српском реч „окно” има и алтернативно значење. Наиме, рударско окно је отвор који води с површине земље ка унутрашњости, што указује да је роман истовремено прозор у садашњост и подземни пролаз с приступом заборављеним историјским слојевима које актуелна политика сећања радије не би „откопавала”.
Овај роман је био у ужем избору за НИН-ову награду за 2005. годину када је награду освојио Миро Вуксановић својим романом Семољ земља.
Књига је преведена на немачки, француски и македонски језик.
Према речима француског преводиоца Алена Капона роман Берлинско окно је „савремено сведочанство и књижевно уметничко дело”.

## Ликови
- приповедач
- Виктор Гребер, професор јужне славистике на Хумболтовом универзитету
- Ана Дајдић
- Луција, Анина ћерка
- Ариф Хоџић
- Паулина Хоџић, Арифова супруга
- Адела и Дина Хоџић, Арифове ћерке
- Драго Јанић
- Гргур Јанић, Драгов деда
- Андреј Јаблоков, анархиста из Москве
- Софија, сликарка из Суботице
- Зузи Фаркаш, певачица групе Војцек
- Улан Борци, Монголац, студент Слободног универзитета
- Ото Фрош, власник луткарског позоришта Штабпупен
- Грухман, адвокат из канцеларије "Шефер & партнер"
- Јанко Балтић, поручник ЈРМ
- Ева Зојфер
- доктор Пилгер
- Катарина Златарић, Дубровчанка
- Елке Коволик, Греберова колегиница
- Рената Оберхојзер, Греберова мајка
- доктор Хелмут Оберхојзер, Греберов отац, логорски лекар у Бухенвалду и Сајмишту
- Херта Гребер, Греберова бака и Ренатина мајка
- Рудолф Оберхојзер, морнар, Греберов стриц
- господин Ч, приповедачев београдски послодавац
- Иза Фермерен
- Урсула Херкинг
- Вернер Финк, власник кабареа „Катакомба”

## Историјски догађаји у роману
- Потапање бојног брода Тирпиц
- Опсада Стаљинграда
- Ужичка република
- Нирнбершки процес
- Пад Берлинског зида
- Распад Југославије
- Отмица у Штрпцима
- Демонстрације током посете председника САД Џорџа Буша Берлину 22. и 23. маја 2002.[7][8]

## Позивање на друга дела
У роману се појављјују референце на књиге, филмове и песме које често имају важну улогу у заплету. Како то у свом осврту примећује Иван Велисављевић, појављивање Календарских прича Бертолда Брехта „на закључним местима романа никако није случајно”. Осим што се сама књига спомиње на више места, стихови песме „Мој брат је био пилот” написане поводом учешћа легије Кондор на страни франкиста у Шпанском грађанском рату екслпицитно су наведени у интегралном облику.
Одлучивши да се учлани у библиотеку, Ариф Хоџић одабира огранак „Ђорђе Јовановић” на Студентском тргу у Београду где поред биографије Леонарда да Винчија чита и три Платонова дијалога, од којих се експлицитно спомињу Одбрана Сократова и Федон, док Фројдову Психопатологију свакодневног живота само прелистава јер „није могла да му озбиљније привуче пажњу”. Индиректно се спомиње и да је прчитао „Унутрашњу страну ветра” Милорада Павића. У личној библиотеци имао је „Изабрана дела” Едварда Кардеља и Темпову „Револуцију која тече”.
Ото Фрош, власник луткарског позоришта Штабпупен поставља у Берлину представу према књизи Слика Доријана Греја Оскара Вајлда.
Током свог боравка у Берлину главни јунак гледа у биоскопу филмове Џима Џармуша „Одавно мртав” и „Пут самураја”. На више места у роману појављују се реминисценције једне сцене из чешког филма „Михољско лето” Саше Гедеона, а спомиње се и сцена из Фелинијевог филма „Амаркорд”.
Адела Хоџић у једној својој исповести спомиње филм „Ноћ вештица” Џона Карпентера, док Ана Дајдић говори о Марлени Дитрих и њеној улози у филму „Плави Анђео”.
У роману постоје елементи који се могу сматрати дијалогом с делима Иве Андрића.